# مشروع ترجمة
مشروع الترجمة هو مشروع يتعامل مع الأنشطة التي تخص الترجمة. من وجهة نظر فنية، يرتبط مشروع الترجمة إرتباط وثيق بإدارة مشروع عملية الترجمة، لكن من وجهة نظر الثقافات المتعددة أن مشروع الترجمة أكثر تعقيدا؛ فيصبح واضحا على سبيل المثال، عند النظر في ترجمة الكتاب المقدس أو مشاريع الترجمة الأدبية الأخرى.
علماء الترجمة مثل أنطوان برمان يدافعون عن الآراء التي تقول بأن كل مترجم يستطيع تطوير مشروع الترجمة الخاص به، ويلتزم به، وبعدها، يطور نقد الترجمة يستطيع أي مترجم أن يكون وفيا لمشروع الترجمة الخاص به.